# Moore School of Electrical Engineering

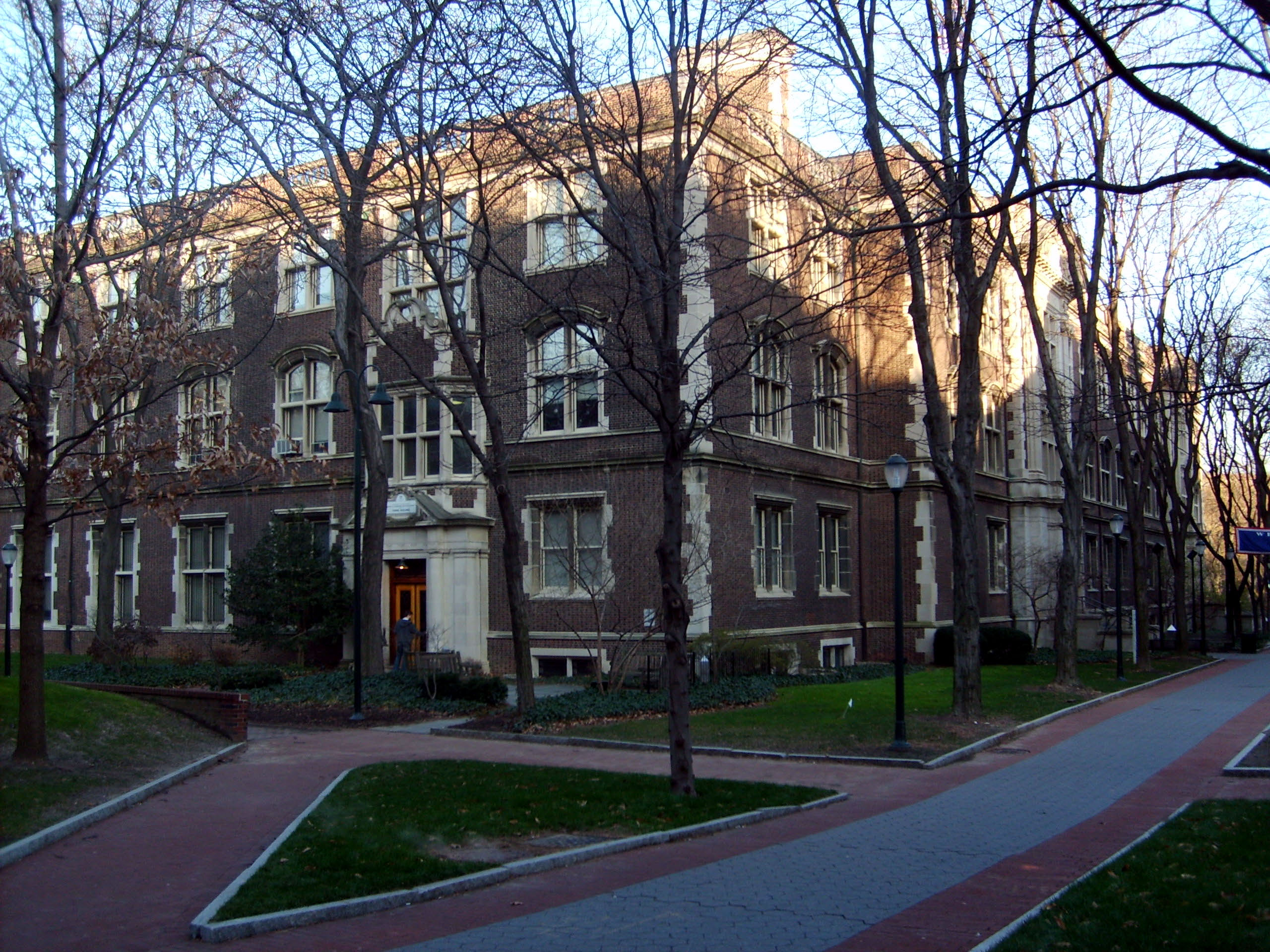
Façana de l'edifici Towne Hall, Universitat de Pennsilvània

L'Escola d'Enginyeria Elèctrica Moore a la Universitat de Pennsilvània va aparèixer arran d'una fundació creada per 'Alfred Fitler Moore el 4 de juny de 1923. La qual va ser acceptada a l'escola d'Enginyeria Elèctrica de Penn, localitzada a l'edifici Towne, a Filadèlfia. El primer degà de l'escola Moore fou Harold Pender.
Es va construir el 1921 per Erskin & Morris i constava de dues plantes inicialment, renovades el 1926 per Paul Philippe Cret. El 1946 un tercer pis va ser afegit per Alfred Bendiner, per tal d'acomodar tot el personal d'investigació. 
L'any 1954, els quatre departaments científics de l'edifici Towne, juntament amb l'Escola d'Enginyeria Elèctrica Moore, es van convertir en les cinc escoles d'enginyeria principals. El mateix febrer, la Universitat anuncià que a partir del semestre de tardor, les dones serien admeses als programes de llicenciatures de l'escola d'enginyeria. 
L'escola Moore és particularment coneguda com el lloc de naixement de la indústria de l'ordinador:
- Va ser aquí on el primer propòsit general Turing d'un ordinador complet electrònic digital, l'ENIAC, va ser construït entre 1943 i 1946.
- Es va realitzar el disseny preliminar de la màquina successora de l'ENIAC:  l'EDVAC. Que va resultar ser una màquina de programa emmagatzemat, concepte utilitzat a tots els ordinadors actualment, el disseny lògic de la qual havia estat promulgat dins el primer esborrany de John von Neumann d'un Informe sobre l'EDVAC, sintetitzat per un conjunt de notes obtingudes a reunions a les que va assistir a l'escola Moore.
- El primer curs d'ordinador va ser donat a l'escola Moore durant l'estiu del 1946, que va implicar una explosió dins del desenvolupament de l'ordinador a tot el món.
- John Mauchly i J. Presper Eckert , part del professorat de Moore School, van fundar la Eckert–Mauchly Computer Corporation, companyia que posteriorment va produir l'UNIVAC.

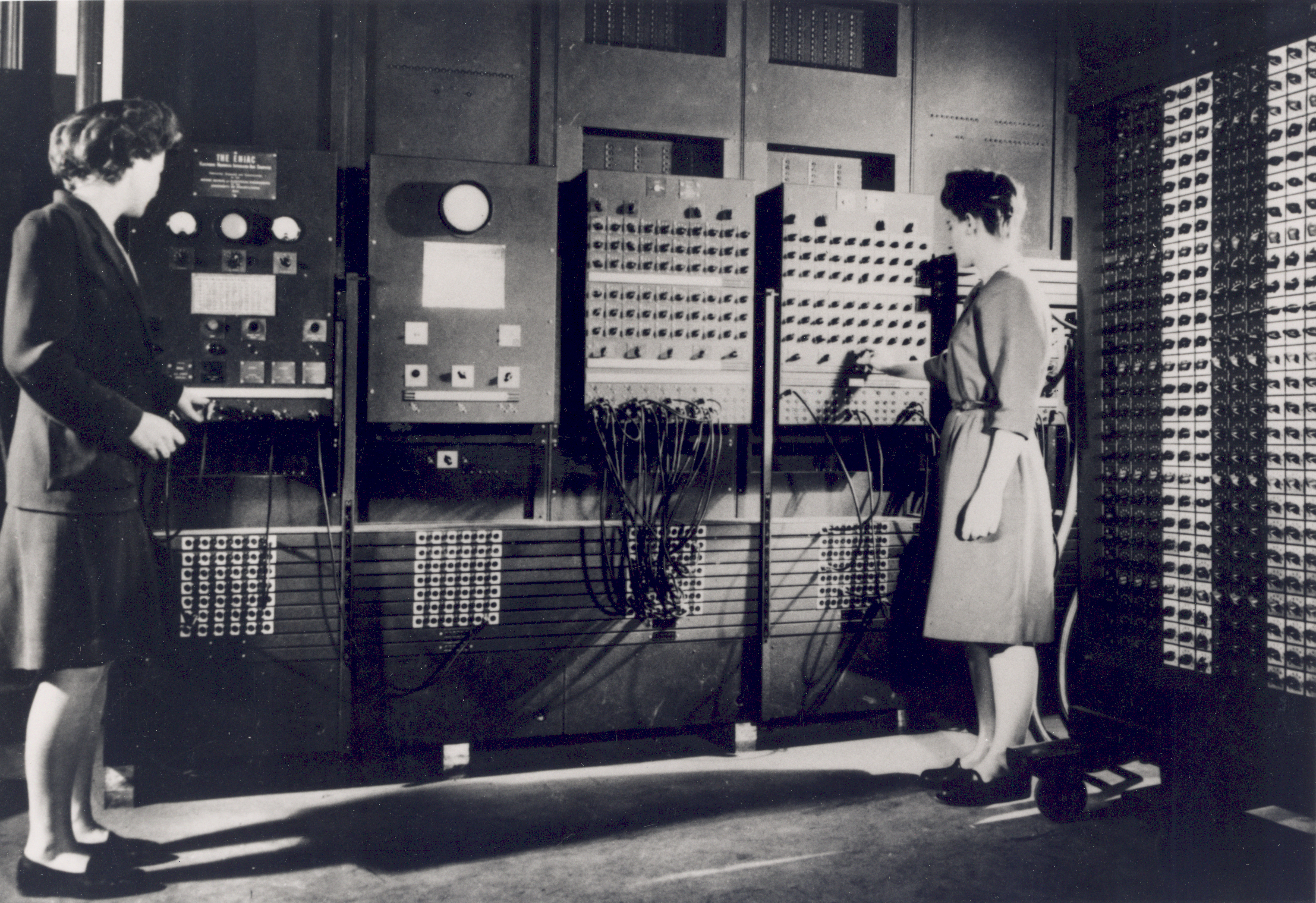
Programadores operant amb el panel de control principal de l'ENIAC al Moore School of Electrical Engineering. Esquerra: Betty Jean Jennings; Dreta: Fran Bilas. Foto aportada per l'Exèrcit dels EUA, dels arxius de la Biblioteca Tècnica ARL.

L'escola Moore ha estat integrada a l'escola d'Enginyeria i Ciència Aplicada de Penn. Ja no existeix com a entitat separada; tanmateix, l'estructura de tres pisos encara perdura i és coneguda al campus com l'edifici Moore School. 